# Bouée
Bouée är en kommun i departementet Loire-Atlantique i regionen Pays de la Loire i nordvästra Frankrike. Kommunen ligger i kantonen Savenay som tillhör arrondissementet Saint-Nazaire. År 2022 hade Bouée 1 100 invånare.

## Befolkningsutveckling
Antalet invånare i kommunen Bouée
| Referens: INSEE |